# Leszek Balcerowicz

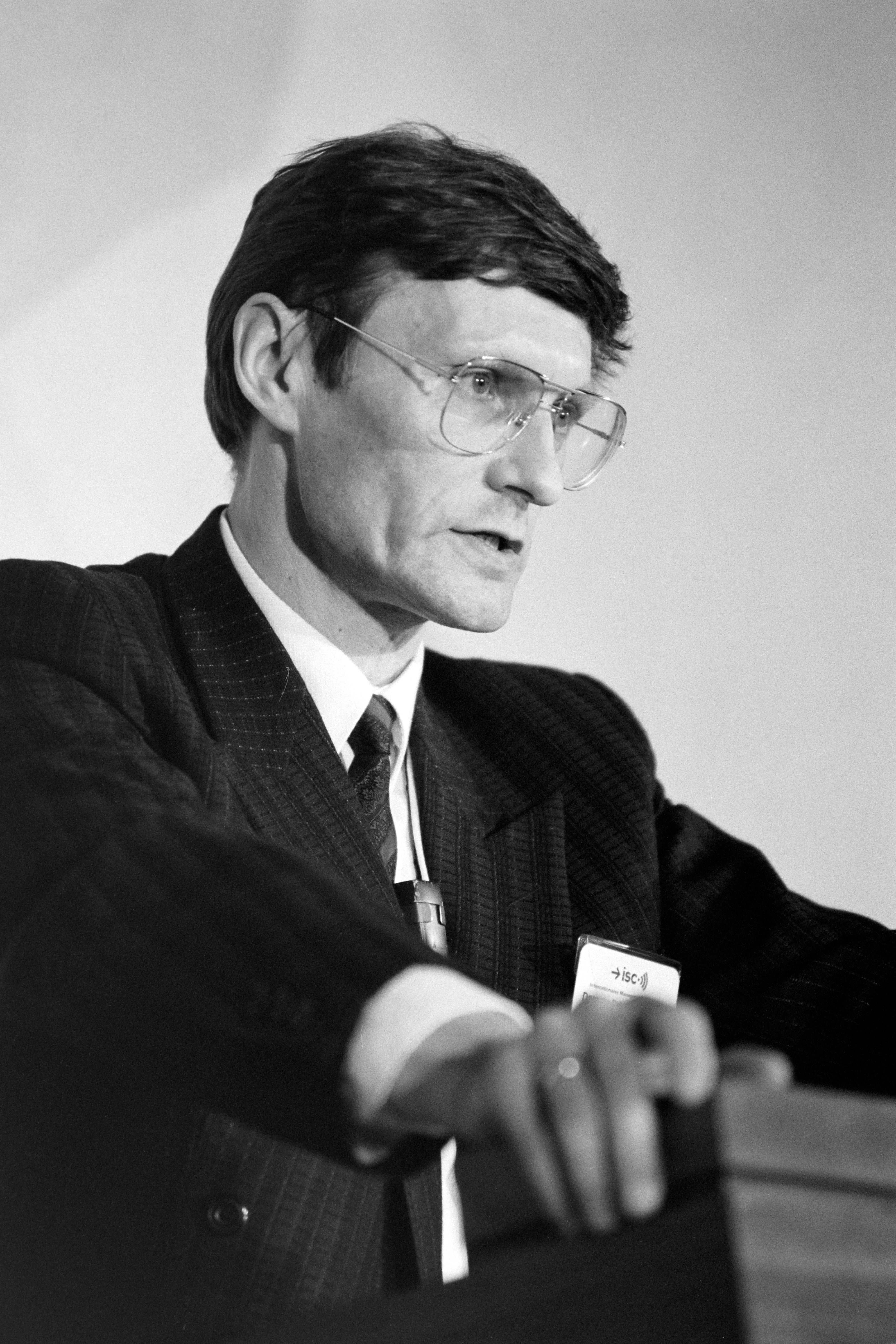
Leszek Balcerowicz na Uniwersytecie w St. Gallen (1991)

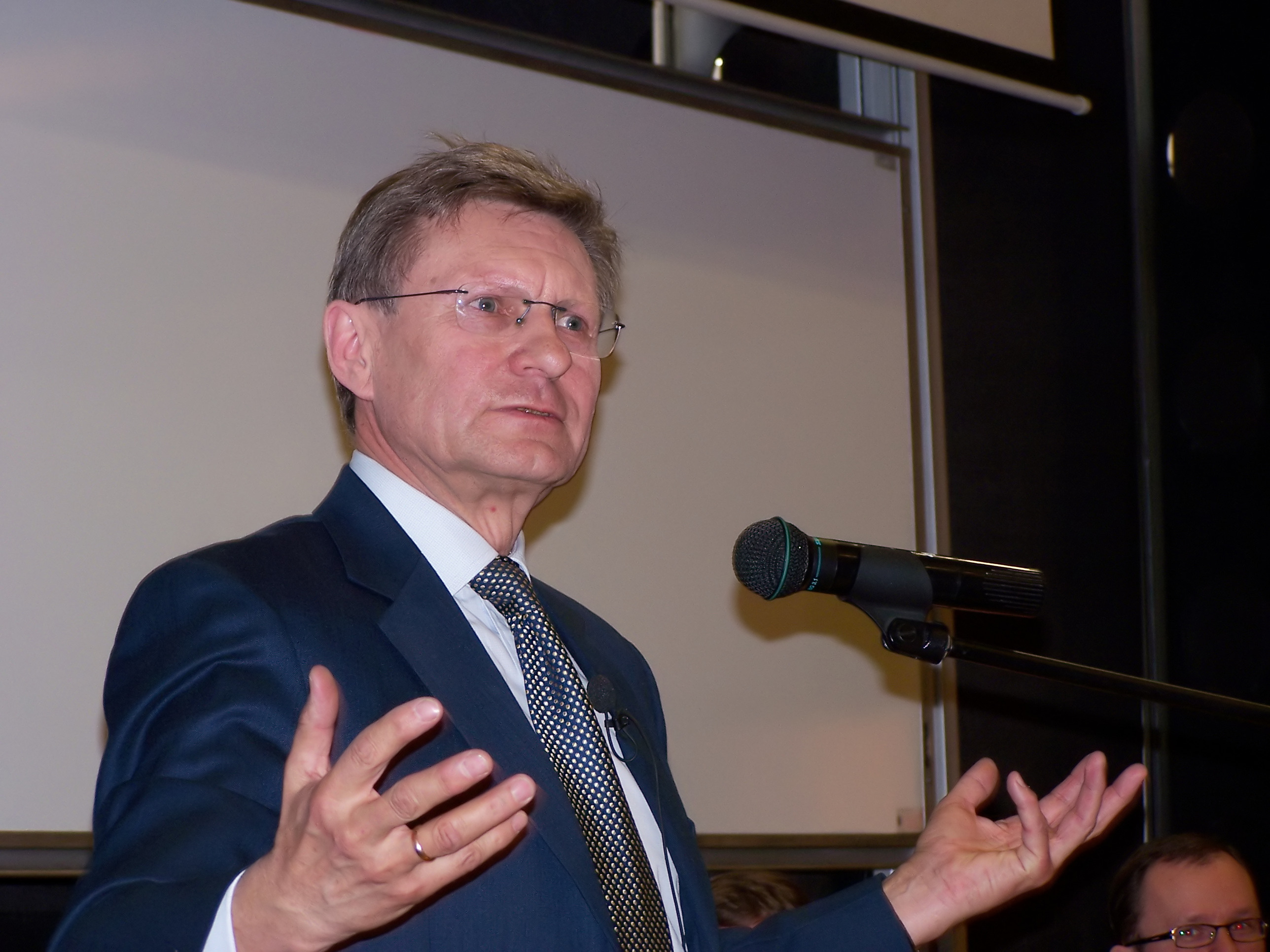
Leszek Balcerowicz prowadzący wykład na Uniwersytecie Śląskim w Katowicach (2008)

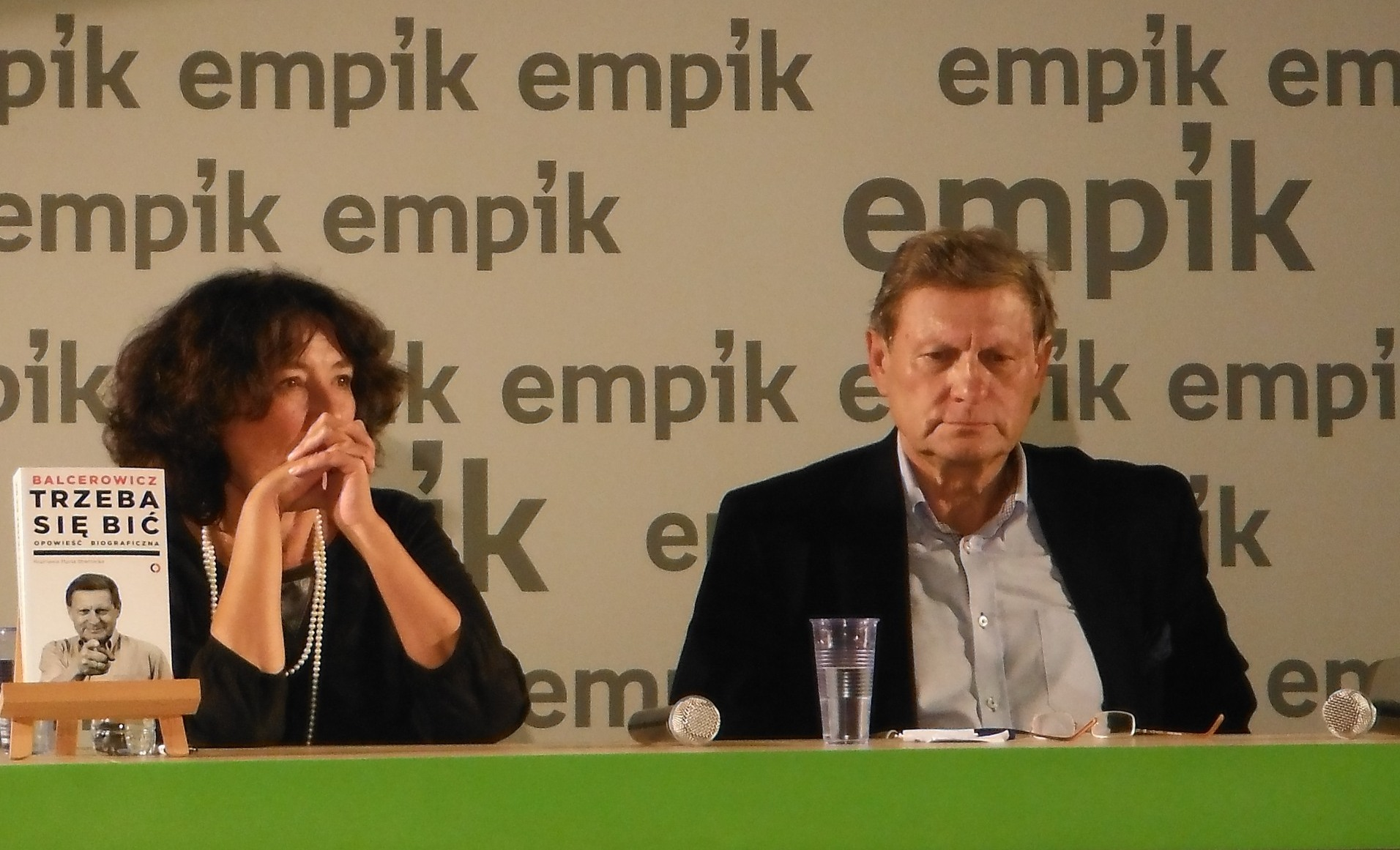
Marta Stremecka i Leszek Balcerowicz (2014)

Leszek Henryk Balcerowicz (ur. 19 stycznia 1947 w Lipnie) – polski polityk i ekonomista, doktor habilitowany nauk ekonomicznych, nauczyciel akademicki.
Wiceprezes Rady Ministrów i minister finansów w rządach Tadeusza Mazowieckiego (1989–1991), Jana Krzysztofa Bieleckiego (1991) i Jerzego Buzka (1997–2000), poseł na Sejm III kadencji (1997–2000), prezes Narodowego Banku Polskiego (2001–2007). Drugi przewodniczący Unii Wolności (1995–2000). Założyciel think tanku Forum Obywatelskiego Rozwoju. Kawaler Orderu Orła Białego.
Jako minister finansów był odpowiedzialny za przeprowadzenie w Polsce transformacji z gospodarki planowo-socjalistycznej do społecznej gospodarki rynkowej. Tzw. plan Balcerowicza umożliwił rozpoczęcie w latach 1990–1991 szybkiego programu reform. W ciągu półtora roku doprowadzono do zdławienia hiperinflacji, urealniono kurs walutowy złotego, wprowadzono jego wewnętrzną wymienialność, przeprowadzono reformę systemu bankowego, zrównoważono detaliczny rynek wewnętrzny, rozpoczęto reformy podatkowe i ubezpieczeniowe, które były później kontynuowane przez kolejnych ministrów. Taki sposób przeprowadzenia transformacji był później naśladowany z różnym skutkiem w innych państwach byłego bloku wschodniego.
Wolnorynkowe reformy gospodarcze przyczyniły się do przekształcenia Polski w jedną z najlepiej prosperujących gospodarek w regionie. Krytycznie oceniali je za to m.in. późniejszy minister finansów Grzegorz Kołodko, a także Tadeusz Kowalik czy Karol Modzelewski, którzy wskazywali na negatywne skutki transformacji związane z dominacją modelu neoliberalnego.

## Życiorys

### Wykształcenie i działalność naukowa
W 1965 został przyjęty na Wydział Handlu Zagranicznego w Szkole Głównej Planowania i Statystyki w Warszawie. W 1970 otrzymał z wyróżnieniem dyplom magisterski na tej uczelni (w 1990 przemianowanej na Szkołę Główną Handlową). W 1972 wyjechał na stypendium do Stanów Zjednoczonych. W 1974 uzyskał dyplom MBA na Saint John’s University w Nowym Jorku. W 1975 obronił w SGPiS pracę doktorską zatytułowaną Koszty przedsięwzięć innowacyjnych. Został następnie na tej uczelni zatrudniony jako adiunkt. Był związany z Instytutem Międzynarodowych Stosunków Gospodarczych SGPiS, gdzie zajmował się transferem postępu technicznego do krajów słabo rozwiniętych. W latach 1978–1980 pracował w Instytucie Podstawowych Problemów Marksizmu-Leninizmu przy KC PZPR, gdzie zajmował się problematyką urynkowienia gospodarki socjalistycznej. W latach 80. odbył kilka staży naukowych, m.in. na University of Sussex (Anglia) i Uniwersytecie w Marburgu. Habilitował się w SGPiS w 1990, przedstawiając rozprawę pod tytułem Systemy gospodarcze. Elementy analizy porównawczej. W 1992 objął stanowisko profesora nadzwyczajnego SGH, kierował Katedrą Międzynarodowych Studiów Porównawczych.
Uzyskał członkostwo m.in. w Stowarzyszeniu Naukowym Collegium Invisibile. Wszedł w skład Komitetu Nauk Ekonomicznych Polskiej Akademii Nauk. Został też członkiem krajowym korespondentem Wydziału II Historyczno-Filozoficznego Polskiej Akademii Umiejętności.
Jego dorobek naukowy obejmuje kilkadziesiąt publikacji w czasopismach naukowych oraz kilkanaście książek.

### Działalność polityczna i społeczna

#### Polska Rzeczpospolita Ludowa
Od 1969 należał do Polskiej Zjednoczonej Partii Robotniczej, z której wystąpił w 1981 po wprowadzeniu stanu wojennego. W latach 1978–1980 kierował zespołem doradców-ekonomistów przy premierze Piotrze Jaroszewiczu, który opracował raport o stanie państwa prognozujący szybki upadek polityki gospodarczej Edwarda Gierka oraz stwierdził konieczność urynkowienia i zmian strukturalnych w przemyśle. Po powstaniu „Solidarności” został członkiem rady ekspertów ekonomicznych związku, w ramach której uczestniczył w opracowaniu projektu przejścia od gospodarki planowej do gospodarki opartej na samorządach pracowniczych.

#### Lata 1989–1991
W okresie od 12 września 1989 do 12 stycznia 1991 zajmował stanowiska wicepremiera i ministra finansów w rządzie Tadeusza Mazowieckiego. Te same funkcje pełnił także w gabinecie Jana Krzysztofa Bieleckiego (w okresie od 12 stycznia do 23 grudnia 1991).
Jako minister finansów był odpowiedzialny za przeprowadzenie transformacji Polski z gospodarki planowo-socjalistycznej do społecznej gospodarki rynkowej. Plan zmian, określany następnie jako plan Balcerowicza, przygotowany pod wpływem doktryny Jeffreya Sachsa, umożliwił rozpoczęcie szybkiego programu reform. W ciągu półtora roku doprowadzono do zdławienia hiperinflacji z poziomu 685,8% (1990) do 60% rocznie, urealniono kurs walutowy złotego, wprowadzono jego wewnętrzną wymienialność, przeprowadzono reformę systemu bankowego, zrównoważono detaliczny rynek wewnętrzny, rozpoczęto reformy podatkowe i ubezpieczeniowe, które były później kontynuowane przez kolejnych ministrów. Taki sposób przeprowadzenia transformacji był później naśladowany z różnym skutkiem w innych państwach byłego bloku wschodniego. Pod koniec urzędowania w grudniu 1991 Leszek Balcerowicz podpisał układ stowarzyszeniowy RP z EWG.
Jego działalność jako ministra finansów dwukrotnie była przedmiotem sejmowego postępowania w sprawie odpowiedzialności konstytucyjnej. W obu przypadkach Sejm umorzył postępowanie: w marcu 1993 i czerwcu 1994.

#### Od 1991
W latach 1992–2000 przewodniczył radzie naukowej Fundacji Centrum Analiz Społeczno-Ekonomicznych (CASE). W 1995 powrócił do działalności politycznej, obejmując w maju tego samego roku stanowisko przewodniczącego Unii Wolności, pokonując Tadeusza Mazowieckiego. W wyborach parlamentarnych we wrześniu 1997 z listy tej partii zdobył mandat posła na Sejm III kadencji, uzyskując najlepszy indywidualny wynik w okręgu katowickim (z wynikiem ponad 91 tys. głosów).
W rządzie Jerzego Buzka po raz trzeci objął stanowiska wicepremiera i ministra finansów, zajmując je w okresie od 31 października 1997 do 8 czerwca 2000, tj. do czasu rozpadu koalicji AWS-UW.
Jesienią 2000 zrezygnował z kandydowania na kolejną kadencję przewodniczącego Unii Wolności. 22 grudnia tego samego roku został wybrany przez Sejm na prezesa Narodowego Banku Polskiego (kończąc w konsekwencji wykonywanie mandatu poselskiego). Pełnił tę funkcję od 10 stycznia 2001 do 10 stycznia 2007. Jako prezes NBP od 1 maja 2004 wchodził z urzędu w skład Rady Ogólnej Europejskiego Banku Centralnego. Z urzędu kierował Radą Polityki Pieniężnej oraz Komisją Nadzoru Bankowego.
W 2007 stanął na czele rady założonej przez siebie fundacji Forum Obywatelskiego Rozwoju, a w 2023 przez kilka miesięcy wykonywał obowiązki prezesa tej fundacji. Następnie ponownie objął funkcję przewodniczącego rady FOR.
W czerwcu 2008 został przewodniczącym rady nadzorczej europejskiego think tanku Bruegel. W październiku tego samego roku został wiceprezydentem International Atlantic Economic Society oraz członkiem grupy roboczej Unii Europejskiej mającej szukać sposobów wyjścia z kryzysu ekonomicznego. Powołany również w skład kapituły ustanowionej w 2013 Nagrody „Newsweeka” im. Teresy Torańskiej.
W kwietniu 2016 mianowany przedstawicielem prezydenta Ukrainy Petra Poroszenki w gabinecie ministrów Ukrainy, a także jego doradcą i współprzewodniczącym – wraz z Ivanem Miklošem – grupy doradców strategicznych do spraw reform.

## Krytyka
„Plan Balcerowicza”, stanowiący przede wszystkim narzędzie antyinflacyjne, utożsamiany bywał z całością transformacji gospodarczej w Polsce. Krytycznie te reformy i ich przeprowadzenie oceniali m.in. późniejszy minister finansów Grzegorz Kołodko, Tadeusz Kowalik czy Karol Modzelewski. Na tle niechęci do Leszka Balcerowicza powstał slogan „Balcerowicz musi odejść”.
Publicysta Rafał Woś „plan Balcerowicza” określił jako „największą traumę III RP”, co według niego wynikało z czterech powodów: przeprowadzono go pośpiesznie; ciężar przemian politycznych i demokracji parlamentarnej przerzucono na niższe klasy społeczne; hiperinflacja, którą Leszek Balcerowicz uzasadniał konieczność transformacji gospodarczej, wybuchła dopiero pod koniec lat 80. wskutek reform z czasów Mieczysława Rakowskiego; niedoszacowanie przez Leszka Balcerowicza konsekwencji społecznych planu, który spowodował gwałtowny rozrost nierówności społecznych. Dziennikarz „Tygodnika Powszechnego” Paweł Marczewski pisał, że Leszek Balcerowicz nawet po latach uparcie bronił swoich neoliberalnych przekonań politycznych i gwałtownie reagował na wszelkie próby krytyki.

## Publikacje
- Koszty rozruchu produkcji nowego wyrobu, „Ekonomista” nr 6/1976.
- Struktura organizacyjna gospodarki narodowej a postęp techniczny, „Ekonomista” nr 6/1979.
- Cechy międzynarodowego przepływu wiedzy technicznej, „Sprawy Międzynarodowe” nr 10/1981.
- Socjalizm, kapitalizm, transformacja: szkice z przełomu epok, 1997.
- Wolność i rozwój: ekonomia wolnego rynku, 1995.
- Odkrywając wolność. Przeciw zniewoleniu umysłów (wybór tekstów i wstęp), 2012.
- Trzeba się bić (rozmawia Marta Stremecka), 2014.
- Zagadki wzrostu gospodarczego. Siły napędowe i kryzysy – analiza porównawcza (red. nauk. z Andrzejem Rzońcą), 2010.
- Trzeba się bić z PiS o Polskę, 2016.
- Wolność, rozwój, demokracja, 2017.

## Życie prywatne
Jego rodzicami byli Barbara i Wacław. Gdy miał dwa lata, jego rodzina przeniosła się do Torunia. W czasie nauki w szkole średniej i w pierwszych latach studiów zajmował się wyczynowo lekkoatletyką, reprezentował barwy Pomorzanina Toruń i AZS Warszawa. W barwach warszawskiego klubu został w 1966 mistrzem Polski juniorów w biegu przełajowym na 1500 m. Od 1977 żonaty z Ewą Balcerowicz. Ma troje dzieci: Macieja (ur. 1974), Wojciecha (ur. 1980) i Annę (ur. 1984).

## Odznaczenia i wyróżnienia
Ordery i odznaczenia
- Order Orła Białego (2005)[46]
- Krzyż Wielki Orderu Zasługi (Chile, 2000)[47]
- Order Krzyża Ziemi Maryjnej II klasy (Estonia, 2014)[48]

Nagrody i wyróżnienia
- Honorowy obywatel Lipna (1990)[49]
- Człowiek Roku tygodnika „Wprost” (1991)
- Medal Kalos Kagathos (1993)[50]
- Nagroda Ludwiga Erharda (1992)
- Nagroda Kisiela (1994)
- Nagroda „Minister Finansów roku 1998” przyznana przez brytyjski miesięcznik finansowy „Euromoney” (1998)
- Nagroda Środkowoeuropejska (Central European Award) dla najlepszego ministra finansów 1998 (1999)
- Osobowość Roku Warmii i Mazur 1999 (2000)
- Nagroda Friedricha Augusta von Hayeka (2000)
- Nagroda im. Carla Bertelsmanna za wybitne osiągnięcia w dziedzinie transformacji gospodarczej w Polsce (2001)
- Nagroda Fundacji Fasela za zasługi dla społecznej gospodarki rynkowej (2002)
- Nagroda im. Władysława Grabskiego przyznana przez Konfederację Lewiatan (2004)[51]
- Galeria Chwały Polskiej Ekonomii, wyróżnienia przyznawanego przez jury wytypowane przez „Manager Magazin”, PKPP Lewiatan, SGH i Akademię Leona Koźmińskiego (2006)
- Medal św. Jerzego przyznawany przez „Tygodnik Powszechny” (2009)[52].
- Super Wiktor (2010)
- Nagroda Jana Nowaka-Jeziorańskiego (2010)[53]
- Złoty Hipolit (2010)[54]
- ArtPrezydent w latach 2011–2012 na Interdyscyplinarnym Festiwalu Sztuk Miasto Gwiazd w Żyrardowie
- Nagroda im. Jegora Gajdara za znaczący wkład w rozwój międzynarodowych relacji społecznych z Rosją (2014)[55]
- Nagroda Specjalna Lewiatana (2014)[51][56]
- Nagroda Polonicus („nagroda honorowa za wybitne osiągnięcia w ekonomii przemian wolnorynkowych w Polsce oraz za wyjątkowy wkład w szerzenie świadomości obywatelskiej w jednoczącej się Europie”, 2016)[57]

Doktoraty honorowe
Tytuły doktora honoris causa przyznały mu m.in. następujące uczelnie:
- 1993: Université de Provence Aix-Marseille I (Francja)
- 1994: University of Sussex (Wielka Brytania)
- 1996: DePaul University w Chicago (USA)
- 1998: Uniwersytet Szczeciński, Uniwersytet Mikołaja Kopernika w Toruniu[58], Abertay University(inne języki) (Wielka Brytania), Staffordshire University(inne języki) (Wielka Brytania)
- 1999: Uniwersytet Ekonomiczny w Bratysławie (Słowacja)[59]
- 2001: Uniwersytet Europejski Viadrina we Frankfurcie nad Odrą (Niemcy)
- 2002: Universidad del Pacífico(inne języki) (Peru), Uniwersytet Aleksandra Jana Cuzy (Rumunia)
- 2004: Universität Duisburg-Essen(inne języki) (Niemcy
- 2006: Akademia Ekonomiczna im. Karola Adamieckiego w Katowicach, Akademia Ekonomiczna w Poznaniu, Akademia Ekonomiczna im. Oskara Langego we Wrocławiu, Uniwersytet Gdański[60]
- 2007: Szkoła Główna Handlowa w Warszawie[10]
- 2008: Uniwersytet Warszawski[61], Uniwersytet Nowej Południowej Walii (Australia)
- 2010: Uniwersytet Ekonomiczny w Krakowie[62]
- 2015: Universidad Francisco Marroquín(inne języki) (Gwatemala)[63]
- 2025: Lubelska Akademia WSEI[64]

## Odniesienia w kulturze popularnej
Z racji pełnionych funkcji publicznych i wyrazistych opinii do Leszka Balcerowicza odnoszono się w utworach kultury popularnej. W programie satyrycznym Polskie zoo z pierwszej połowy lat 90. był przedstawiany jako koń. Dotyczyła go piosenka Kabaretu Olgi Lipińskiej „A Balcerowicz wyciął nam numer…”. Był głównym bohaterem spektaklu Herosi transformacji z 2019 grupy Pożar w Burdelu.